# St. Nikolai (Neuendettelsau)

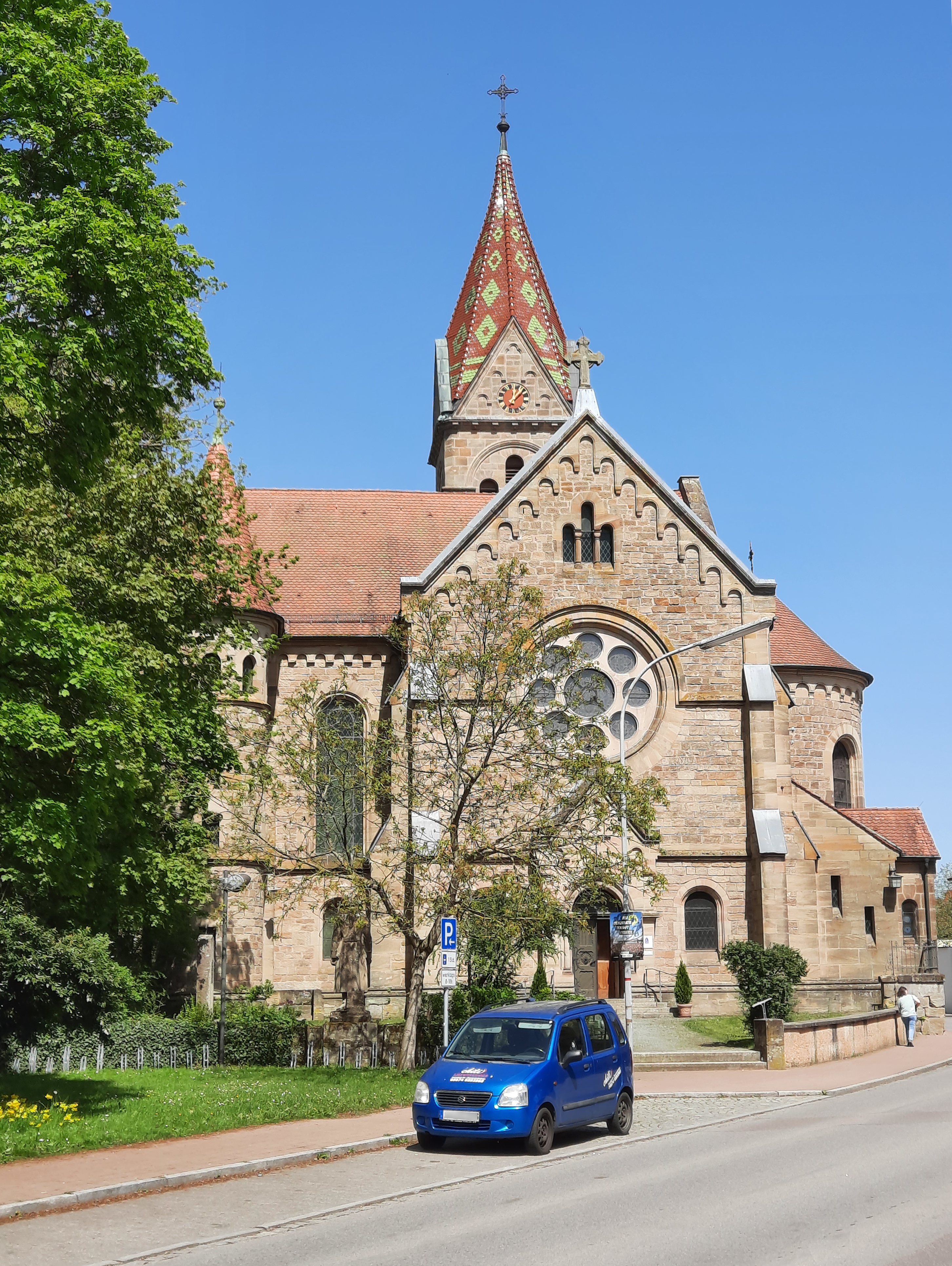
St. Nikolai in den 1970ern, Südseite

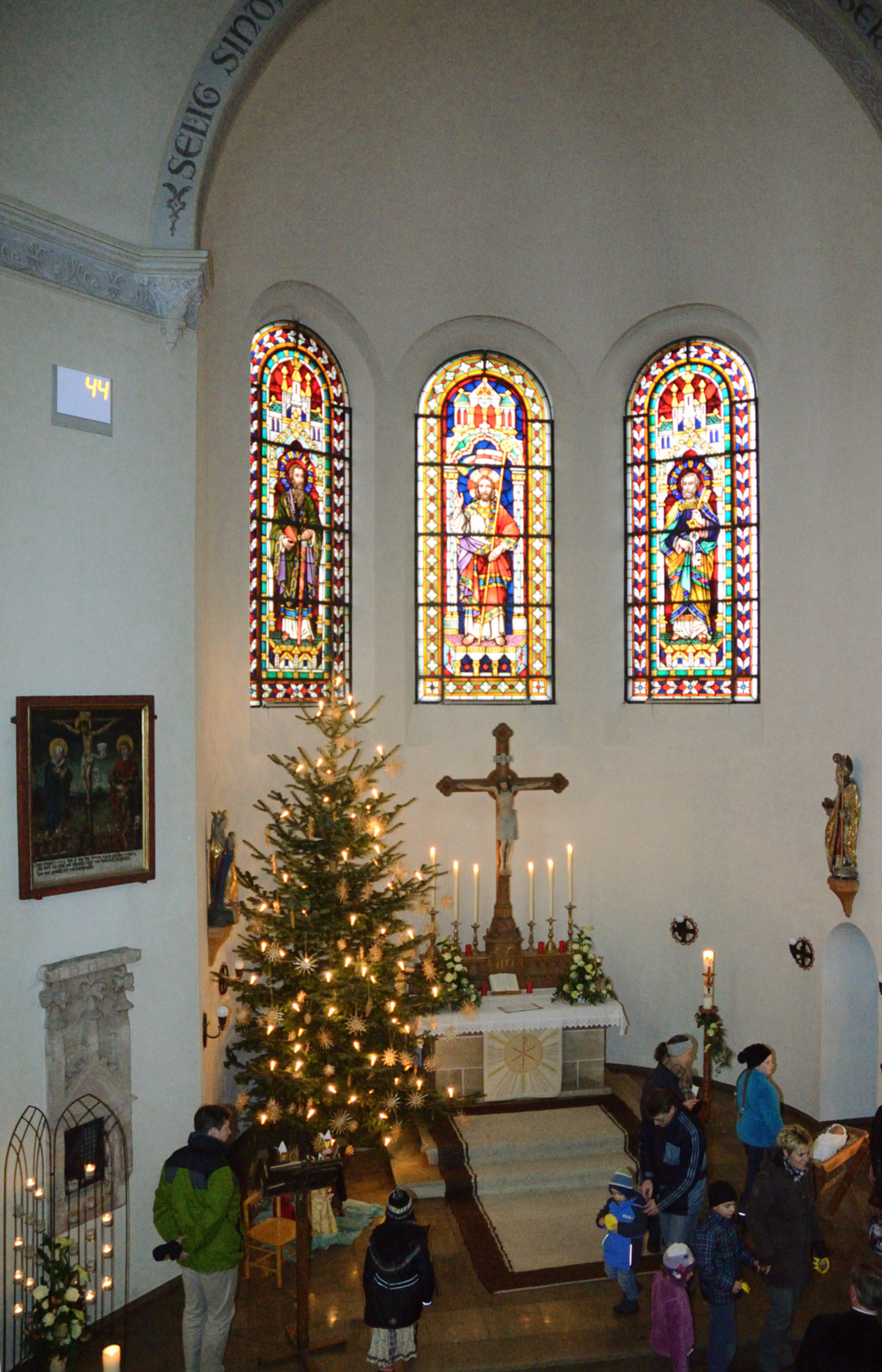
Ostseite mit Blick auf den Hochaltar

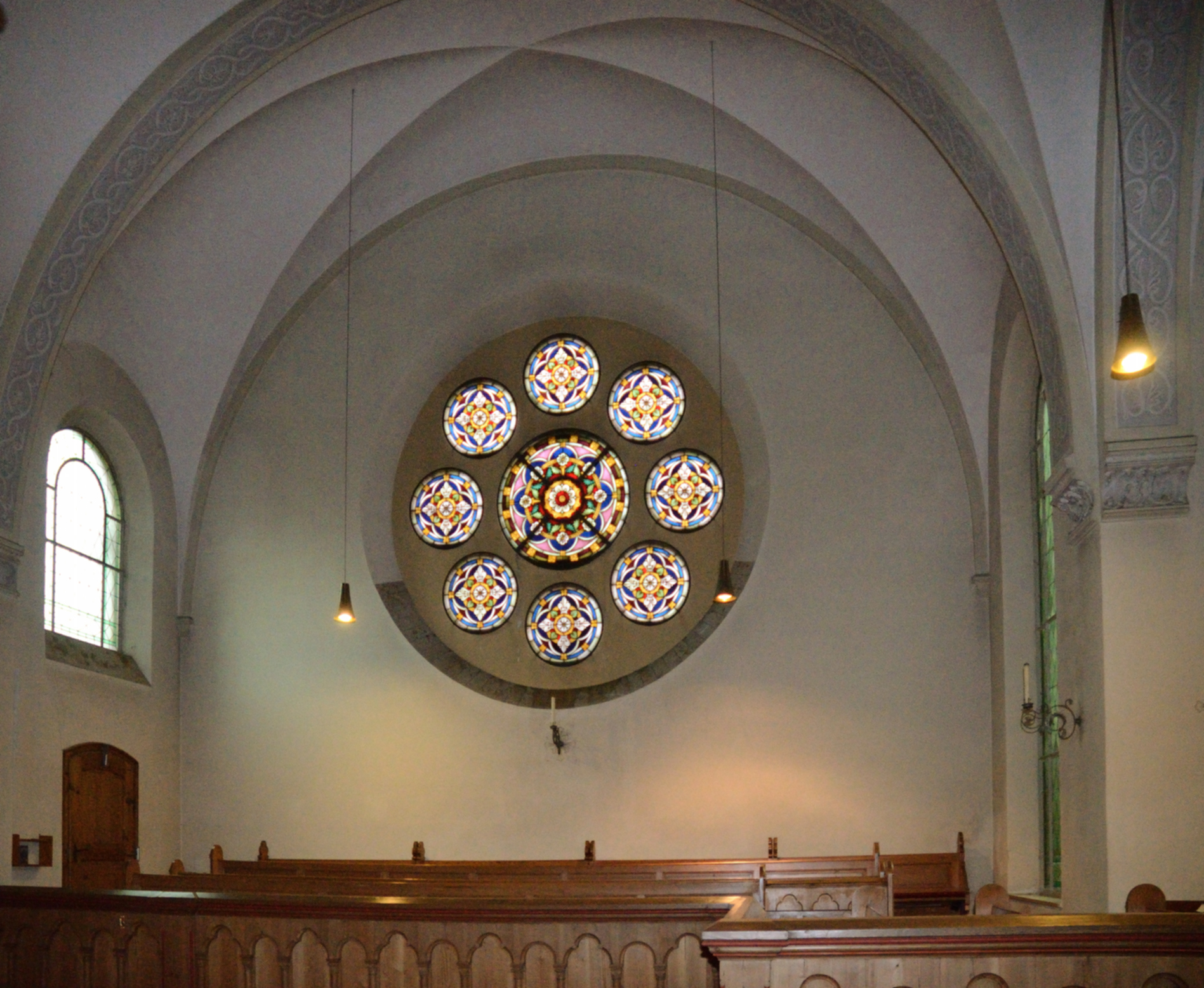
Erste Empore, Südseite

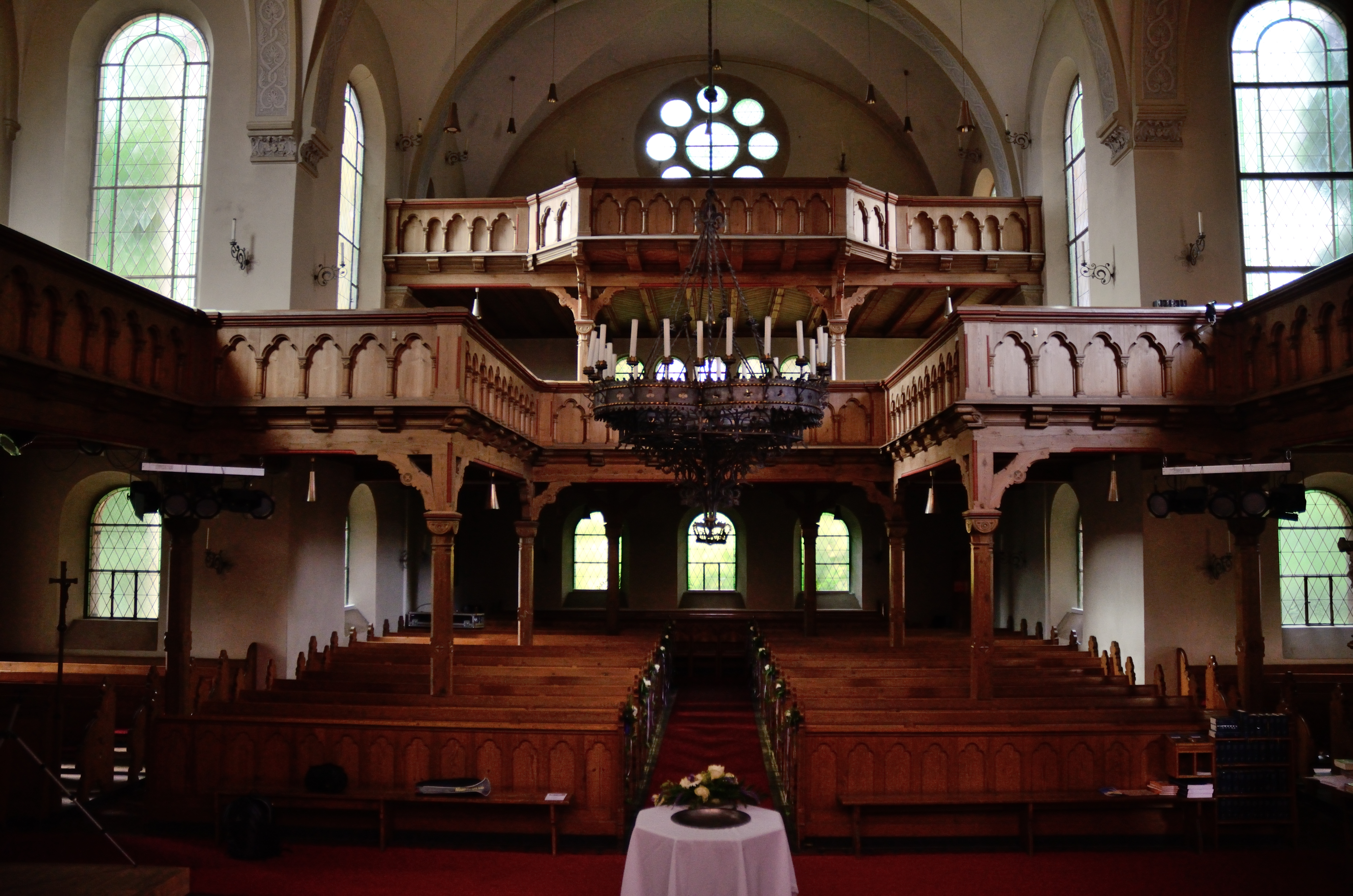
Westseite mit Blick auf die erste und zweite Empore

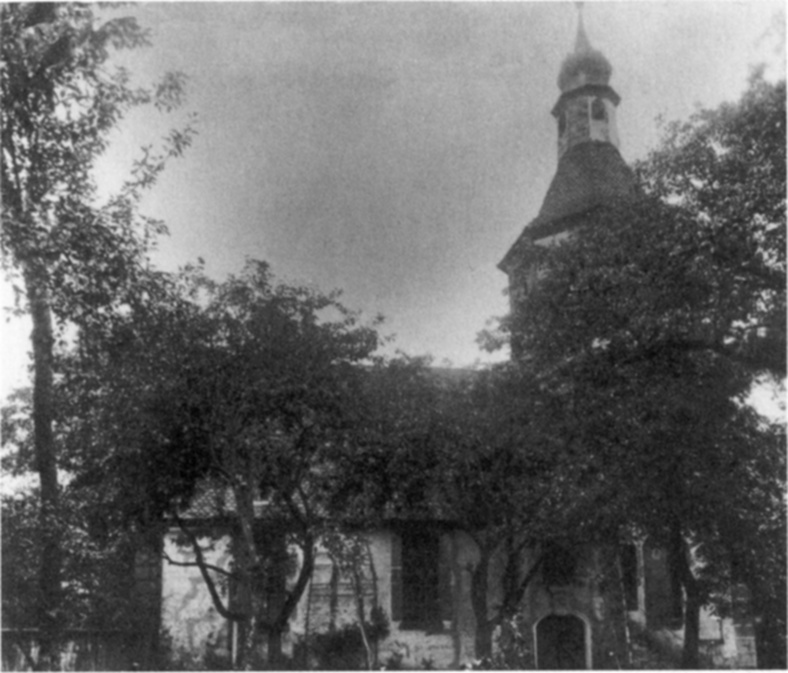
Die alte St.-Nikolai-Kirche (1899)

St. Nikolai ist eine nach dem griechischen Bischof Nikolaus von Myra benannte evangelisch-lutherische Kirche in Neuendettelsau (Dekanat Windsbach).

## Geschichte
Die Ursprünge der St.-Nikolai-Gemeinde Neuendettelsau reichen zurück bis ins Spätmittelalter. Ursprünglich war St. Nikolai eine Filialkirche von St. Peter in Petersaurach und wurde am 2. Oktober 1403 vom damaligen Bischof von Würzburg Johann I. zur Pfarrkirche erhoben. Das Patronatsrecht behielt weiterhin das Gumbertusstift Ansbach. 1518 wurde dieses durch die Herren von Eyb erworben. 1528 hielt die Reformation in Neuendettelsau Einzug. Der damalige Pfarrer Sixtus Közler wurde seines Amtes enthoben und durch den Lutheraner Leonhard Windisch ersetzt. Das Fürstentum Ansbach versuchte den Herren von Eyb die Kirchenhoheit wiederholt streitig zu machen, was 1724 mit einem Rezess beigelegt werden konnte, der den Herren von Eyb das Besetzungsrecht und den Fürsten das Examinationsrecht zusprach. St. Nikolai war ursprünglich dekanatsfrei.
Im Frühjahr 1899 wurde die alte St.-Nikolai-Kirche abgerissen, weil sie für die rasch gewachsene Gemeinde zu klein geworden war. Beibehalten wurden lediglich die Sakramentsnische aus dem 15. Jahrhundert, die Holzfiguren der Mutter Gottes (spätes 15. Jahrhundert) und des Heiligen Nikolaus (um 1500) sowie das Westernach-Epitaph. In weniger als zwei Jahren wurde eine neue Kirche im neuromanischen Stil mit Hochaltar und zwei Emporen errichtet, die Platz für 800 Gottesdienstbesucher bot. Sie wurde am 7. Juli 1901 geweiht. Architekt und Baumeister war Hans Kieser aus Nürnberg (1853–1925).

## Pfarrer
- (1528)–153.(?) Leonhard Windisch († 1546?)
- (1533?)–1535 Bartholomäus Reisner
- 15..(?)–1535 Jörg Besold (Pesold)
- (1552–1557)? Achatius Stocker
- 1591–1592/3 Magister Johann Schmidelinus (1565–1613)
- 1592–1605 Michael Löscher († 1633 in Sachsen bei Ansbach)
- 1606–1609 Gideon Siegel (1559–1611)
- 1609–1610 Ernst Eisenmenger
- 1610–161. Johann Gulden (1547–1612)
- 1617–1619 Eberhard Löscher jun. († 1634)
- 1619–1633 Christoph Lienhard († 1633)
- 1633–1654/59 Pfarrei unbesetzt, Versorgung durch den Pfarrer von Weißenbronn bzw. Petersaurach
- (1654–1659) Johann Georg Müller (* 1627), Pfarrer von Petersaurach und Neuendettelsau
- 1659–1666 Michael Schlegel (1635–1698)
- 1666–1674 Michael Barthel (1635–1713)
- 1674–1693 Michael Schwartzkopf (1635–1712)
- 1693–1697 Johann Adam Daßdorf (1659–1734)
- 1697–1699 Andreas Münderlein (1673–1714)
- 1699–1712 Michael Schwartzkopf (s. o.)
  - 1699–1707 Vikar N.N. von Münderlein
  - 1707–1711 Vikar Johann Christoph Ammon
  - 1711–1712 Vikar Johann Michael Riedel
- 1712–1733 Johann Michael Riedel (1685–1748)
- 1733–1766 Johann Baptist Klieberer († 1766)
- 1766–1803 Johann Jakob Jordan (1730–1803)
- 1803–1818 Friedrich Jakob Ludwig Böswillibald (1773–1846)
- 1818–1822 August Karl Berger (1791–1863)
- 1822–1837 Gottlob Weigel (1800–1873)
- 1837–0000 Wilhelm Tretzel, Pfarrverweser (1808–1876)
- 1837–1872 Wilhelm Löhe (1808–1872)
- 1872–1876 Ferdinand Weber (1836–1879)
- 1876–0000 Theodor Zinck, Pfarrverweser (1851–1921)
- 1877–1888 Christian Immler (1833–1906)
- 1888–1923 Eduard Sabel (1856–1928)
- 1923–1936 Michael Rabus (1871–1953)
- 1936–0000 N. Kretzer, Pfarrverweser (1910–1965)
- 1937–1959 Wilhelm Forstmeyer (1887–1969),
  - 1943–1945 zum Militärdienst eingezogen, Pfarrverweser Missionsdirektor Friedrich Eppelein
- 1959–1968 Werner Beltinger (1903–2002)
- 1968–1974 Gerhard Betzner (1929–2019)
- 1974–1987 Werner Ost (1920–1995)
- 1987–2001 Friedrich Walther (* 1938)
- 2002–2017 Jürgen Singer (* 1962), 1. Pfarrstelle
- 2008–2024 Heiner Stahl (* 1963), 2. Pfarrstelle
- 2017–2023 Stefan Gehrig (* 1975), 1. Pfarrstelle
- 2024–0000 Heiner Stahl, 1. Pfarrstelle
- 2024–0000 Dominik Daab (* 1989), 2. Pfarrstelle

## Kirchengemeinde
Die Kirchengemeinde zählt 4864 Mitglieder (Stand: Juni 2011) Zu der Parochie gehören Bechhofen (der ganze Ort erst ab 1807), Birkenhof, Froschmühle, Geichsenhof, Geichsenmühle, Haag (der ganze Ort erst ab 1807), Jakobsruh (ab 1897), Johannishof, Mühlhof und Neuendettelsau.
Filialgemeinden von St. Nikolai sind St. Laurentius in Wernsbach (seit 1807) und St. Kunigund in Reuth (seit 1848).

## Orgel

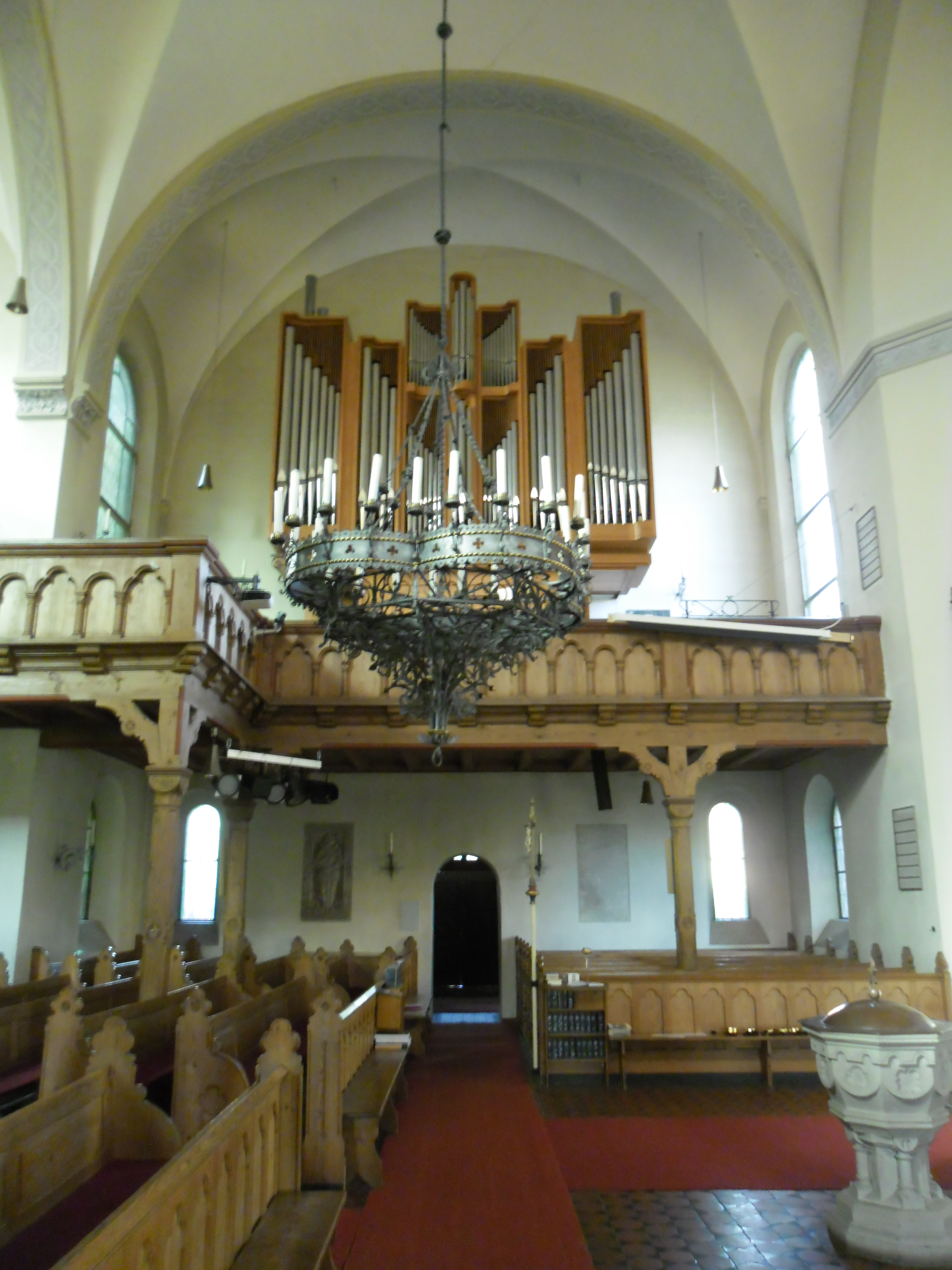
Blick auf die Orgel

Die Orgel wurde 1969 von dem Orgelbauer Paul Ott (Göttingen) erbaut, und 2002 von dem Orgelbauer Hemmerlein (Cadolzburg) überholt. Das Schleifladen-Instrument hat 24 Register auf zwei Manualen und Pedal. Die Trakturen sind mechanisch.
| I Hauptwerk C–g3 |           |       |
| 1.               | Quintate  | 16′   |
| 2.               | Prinzipal | 8′    |
| 3.               | Gedackt   | 8′    |
| 4.               | Oktave    | 4′    |
| 5.               | Flöte     | 4′    |
| 6.               | Quinte    | 2 ⁄3′ |
| 7.               | Oktave    | 2′    |
| 8.               | Mixtur    | 1 ⁄3′ |
| 9.               | Trompete  | 8′    |

| II Brustwerk C–g3 |                 |    |
| 10.               | Gedackt         | 8′ |
| 11.               | Quintade        | 8′ |
| 12.               | Prinzipal       | 4′ |
| 13.               | Spillflöte      | 4′ |
| 14.               | Sesquialtera II |    |
| 15.               | Schwiegel       | 2′ |
| 16.               | Zimbel II       |    |
| 17.               | Dulzian         | 8′ |
|                   | Tremulant       |    |

| Pedal C–f1 |                 |     |
| 18.        | Subbass         | 16′ |
| 19.        | Oktavbass       | 8′ ́ |
| 20.        | Gedacktbass     | 8′  |
| 21.        | Choralbass      | 4′  |
| 22.        | Rauschpfeife IV |     |
| 23.        | Posaune         | 16′ |
| 24.        | Schalmey        | 4′  |

- Koppeln: II/I, I/P, II/P